# Skwierzyna
Skwierzyna (udtale: [skfʲɛˈʐɨna]; tysk: Schwerin an der Warthe) er en by og en kommune (Gmina) i det vestlige Polen, der ligger i voivodskabet Lubusz (Województwo lubuskie) og har 9.272(2021) indbyggere og et areal på 35,69 km². Den er en del af powiatet (amt) Międzyrzecz.
Den ligger ved sammenløbet af floderne Obra og Warta, omkring 18 km nord for Międzyrzecz og 23 km sydøst for den regionale hovedstad Gorzów Wielkopolski. Byen ligger i en særlig grøn del af Polen, med store skove og talrige søer.

## Historie
Skwierzyna var oprindeligt en slavisk fiskerleje, beliggende på en vigtig handelsrute, der forbinder Szczecin og Kraków. Den blev en del af den nye polske stat i det 10. århundrede.  Under fragmenteringsperioden i polsk historie tilhørte det fra 1138 Hertugdømmet Storpolen og fra 1296 til 1329 til Hertugdømmet Głogów. Senere lå den i Poznań Voivodeskab i Provinsen Storpolen i Kongeriget Polens krone. Det havde allerede stadsrettigheder da Piastkongen Przemysł 2. af Kongeriget Polen døde i 1296, og de blev fornyet af kong Władysław II Jagiełło i 1406. Befolkningen var overvejende polske, jøder og tyskere. Koloniseringen af området blev hovedsageligt implementeret af Cisterciensermunke fra det nærliggende Paradyż kloster, et sønligt kloster i Kloster Lehnin i Markgrevskabet Brandenburg. I 1530 blev Skwierzyna tildelt et våbenskjold og blev i 1543 en kongeby for Kongeriget Polens krone.

## Galleri
- Sankt Nicolej Kirke
- Vor frue af Klewań ikon
- Monument for heltene under Den polske opstand (1918–1919)
- Polke militærbarakker
- Marszałka Piłsudskiego Gaden